# Волос
Волос (на гръцки: Βόλος) е пристанищен град в Южна Тесалия, Гърция, и административен център на дем Волос. Отстои на 326 км северно от Атина и на 215 км южно от Солун. Населението му по данни от 2001 г. е 82 439 души.

## История

### Праистория
В селото Йолкос, днес квартал на Волос, е построен корабът Арго. От там Язон и аргонавтите тръгнали на поход към Колхида в търсене на Златното руно.

### В наши дни
На 19 април 1955 г. в 18:47 местно време Волос е опустошен от силно земетресение с магнитуд M=6.1 по скалата на Рихтер с епицентър село Лехония, на 10 km югоизточно от Волос. Загива един човек, 41 са ранени. От 10 047 къщи във Волос, 459 са разрушени, 6 068 са сериозно повредени, а 2 284 са леко повредени. Земетресението е усетено най-силно в Лехония – интензитет VIII+. Във Волос, Ано Волос, Али Мерия и Портаря – VIII.

## Известни личности
Родени във Волос
- Атанасиос Каратанасис (1946), гръцки учен, председател на Обществото за македонски изследвания в периода 2015 - 2018 година
- Вангелис (1943), композитор
- Лакис Папастатис, режисьор
- Джорджо де Кирико (1888 - 1978), художник
- Йоргос Христу, певец

## Побратимени градове
- Антофагаста, Чили
- Льо Ман, Франция
- Плевен, България
- Ростов на Дон, Русия
- Сочи, Русия от 2007 г.
- Смедерево, Сърбия